# Rachel Jackson
Rachel Donelson Robards Jackson, født Rachel Donelson (15. juni 1767 – 22. december 1828) var hustru til Andrew Jackson, der var USA's præsident, dog først efter Rachels død.
Rachel Donelson blev født i det, der nu er Halifax County, Virginia som datter af oberst John Donelson og Rachel Stockley-Donelson. Familien flyttede noget rundt til blandt andet Tennessee og Kentucky, inden faderen døde, da Rachel var atten år. Nogenlunde samtidig ægtede hun oberst Lewis Robards, der imidlertid var sygeligt jaloux, og parret blev separeret i 1790 trods Rachels forsikringer om sin uskyld. Robards sendte hende hjem til moderen, der nu havde et pensionat i nærheden af Nashville i Tennessee. 
Her flyttede snart en ny pensionær ind, Andrew Jackson, og han og Rachel blev snart forelskede i hinanden. Imidlertid vendte Robards tilbage for at hente sin hustru, og Rachel fulgte pligtskyldigst med. Hun måtte dog snart sande, at Robards' jalousi ikke var blevet mindre, og da Jackson hørte om dette, drog han til Kentucky og hentede hende tilbage, væk fra Robards vredesanfald. 
I december 1790 meddelte Robards sin hustru, at han havde ansøgt om skilsmisse, og at denne var bevilget. Derpå giftede Rachel sig med Jackson i august det følgende år. Det viste sig dog senere, at skilsmissen ikke var gået igennem, og dette ægteskab var derfor ugyldigt. Da skilsmissen omsider var juridisk gyldig, giftede parret sig én gang til, 17. januar 1794, og denne gang var ægteskabet lovligt. 
Andrew Jackson var sin kone meget hengiven, og da det juridisk ugyldige ægteskab adskillige gange i årene derpå blev brugt til at genere ham med, var det ofte han måtte forsvare Rachels ære. Han udkæmpede således ikke mindre end tretten dueller, hvorunder han flere gange blev såret, og i et enkelt tilfælde dræbte sin modstander. 
Parret var barnløst og valgte at adoptere en af hendes nevøer, som kom til at hedde Andrew Jackson Jr. Senere adopterede de også en forældreløs indianerdreng, der dog døde af tuberkulose som sekstenårig. Parret blev også værger til flere børn fra Rachels familie.
I forbindelse med det amerikanske præsidentvalg 1828 gravede Andrew Jacksons modstandere den gamle historie om det ugyldige ægteskab frem og brugte mod ham. Han søgte at holde dette skjult for den nu hjertesvage Rachel, men hun kunne dog ikke undgå at høre nok til at indse, at hendes fortid var en belastning for hendes mand. Dette har sandsynligvis været med til at forværre hendes helbred. Kort efter valget af Andrew Jackson døde Rachel Jackson uventet af et hjerteanfald lige før jul, og hun nåede derfor ikke at opleve sin mand blive indsat som præsident. Hun blev under stor opmærksomhed begravet juleaftensdag i den kjole, som hun skulle have båret til indsættelsen.